# Eberhard Herbst
 Eberhard Herbst (* 23. August 1941) ist ein ehemaliger deutscher Fußballspieler.

## Laufbahn
Der Stürmer, gebürtiger Ostpreuße und als Fußballer aus der Jugend von Hannover 96 hervorgegangen, spielte in der Saison 1962/63 als Amateur in der Fußball-Oberliga West bei Preußen Münster. Dort kam er nur zu einem Einsatz. Er wurde am 25. Spieltag, den 7. April 1963, beim 2:1-Sieg gegen TSV Marl-Hüls an der Seite von Herbert Eiteljörge, Dagmar Drewes, Werner Lungwitz, Heribert Kania, Walter Bensmann und Manfred Pohlschmidt eingesetzt.
1963, nach dem Ende seiner Bundeswehrzeit, wechselte er zurück zu Hannover 96, wo er in der Regionalliga Nord in zehn Spielen drei Tore schoss. Zur Mannschaft von Trainer Helmut Kronsbein waren mit Horst Podlasly, Werner Gräber und Walter Rodekamp drei weitere Spieler aus der Westliga gekommen. Am 8. Dezember 1963 debütierte er für Hannover bei dem 2:0-Sieg beim VfB Oldenburg in der Regionalliga Nord. Er spielte auf Halbrechts und erzielte beide Tore. Sein dritter Treffer gelang ihm beim 2:1-Auswärtserfolg am 26. Januar 1964 beim VfL Wolfsburg. Er stieg unter anderem an der Seite von Mitspielern wie Otto Laszig, Udo Nix, Klaus Bohnsack, Heinz Steinwedel und Winfried Mittrowski mit Hannover 1964 in die Bundesliga auf, wurde aber in der Aufstiegsrunde wie auch in der Saison 1964/65 nicht mehr eingesetzt.
Er wechselte deshalb 1965 zum Aufsteiger Itzehoer SV in die Regionalliga Nord; begleitet wurde er von Peter Flegel. Bei den Schwarz-Weißen vom Lehmwohldstadion avancierte der Angreifer sofort zum Stammspieler. Seine persönlich beste Bilanz erzielte er 1966/67, als er für das Team von Trainer Hans Klinger in 30 Ligaspielen 16 Tore erzielte. Eine Besonderheit stellen seine drei Treffer am zweiten Spieltag der Runde beim Auswärtsspiel gegen den FC St. Pauli dar. Die drei Tore erzielte Herbst bei einer 4:8-Niederlage. Über Jahre spielte er mit dem Brüderpaar Detlef und Michael Dähne mit den Steinburgern um den Abstieg. Im letzten Jahr der alten Zweitklassigkeit der Regionalliga, 1973/74, bestritt Eberhard Herbst am 5. Mai 1974, bei einer 2:11-Niederlage beim Meister und Bundesligarückkehrer Eintracht Braunschweig, sein letztes Regionalligaspiel. Für Itzehoe kam er in der Regionalliga Nord von 1965 bis 1974 zu insgesamt 196 Punktspielen, in denen er 29 Tore schoss.